# John Truscott
John Edward Truscott est à la fois un acteur, un directeur artistique, un créateur de costumes et un designer australien né le 23 février 1936 à Melbourne (Australie) et mort le 5 septembre 1993 à Melbourne (Australie).

## Biographie
Dès 1952, John Truscott commence à travailler comme acteur et scénographe avec Gertrude Johnson (en) au National Theatre (en) de Melbourne. En 1955, il rejoint le Melbourne Little Theatre à South Yarra, dans la banlieue de Melbourne. Il y rencontre Irene Mitchell qui devient dès lors son mentor. Au cours des six années qu'il y passe, il travaille sur plus de 150 productions,,.
À cette époque, Truscott accepte l'invitation de Garnett Carroll de travailler sur les costumes de plusieurs productions, comme par exemple "La Mégère apprivoisée", "West Side Story" ou "Le Roi et moi", au Princess Theatre (en) de Melbourne. Le succès de ce dernier spectacle fait que l'on demande à Truscott de travailler à la scénographie et aux costumes du "Camelot" produit par J. C. Williamson (en). Après une tournée en Australie, la production passe une saison à Londres. Il y travaille à une seconde version de "Camelot", mais aussi à l'opéra de Ravel "L'Enfant et les Sortilèges" pour le Sadler's Wells Theatre ou "Le Lac des cygnes" pour le London's Festival Ballet. En 1966 Truscott est invité par Jack Warner à travailler sur la version cinéma de la pièce, qui lui vaudra deux Oscars,,.
Après plusieurs années à Hollywood, Truscott revient à Melbourne en 1978 pour participer à la décoration du Victoria State Opera (en). Il travaillera par la suite également pour le Victorian Arts Centre, ou pour l'Exposition spécialisée de 1988 à Brisbane. À sa mort, il était artiste en résidence au Victorian Arts Centre,.

## Filmographie
- 1967 : Camelot de Joshua Logan : création des costumes, direction artistique, création des décors
- 1969 : La Kermesse de l'Ouest (Paint Your Wagon) de Joshua Logan : création des costumes, direction artistique
- 1976 : Moi Claude empereur (I, Claudius) - épisode 3 : bibliothécaire
- 1976 : Victorian Scandals (épisode A Pitcher of Snakes) : Arthur Hallam
- 1977 : Play for Today (1 épisode) : Charlie
- 1977 : L'Espion qui m'aimait (The Spy Who Loved Me) de Lewis Gilbert : un membre d'équipage de l'USS Wayne
- 1994 : Taxandria de Raoul Servais : un chauffeur

## Distinctions
- Il est fait membre de l'Ordre d'Australie en 1985[3].

### Récompenses
- Oscars 1968 : Oscar des meilleurs décors et Oscar de la meilleure création de costumes pour Camelot